# 曾蘭
曾蘭，廣東瓊山縣人，明朝政治人物。

## 生平
祖籍福建汀州人。父子荣，以府学教授发广东。宣德四年（1429年）中式己酉科廣東鄉試第一名（解元），任文昌县训导。著有举业启蒙《策海集成》。
琼州旧府学西曾立有“解元坊”，久废。